# Brother Rat
Brother Rat è un film commedia del 1938, diretto da William Keighley, con Priscilla Lane, Wayne Morris ed Eddie Albert.
Tra gli altri interpreti figurano Ronald Reagan e Jane Wyman, che si conobbero sul set del film e si sposarono due anni dopo.
Il film, il cui titolo si riferisce ai cadetti del primo anno all'Istituto Militare della Virginia, fu girato a Lexington (la scena della partita di baseball all'Alumni Memorial Field).
Il film ebbe un seguito nel 1940, intitolato Brother Rat and a Baby.